# Tango (Stravinsky)

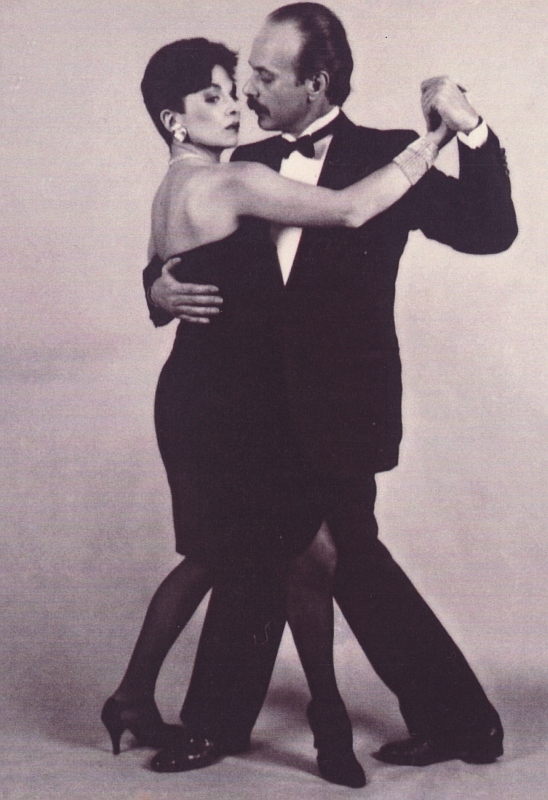
Tango

Tango (W71) is een muziekstuk van Igor Stravinsky voor piano solo, gecomponeerd in Hollywood in 1940. Het syncopische werk, dat ongeveer 4,5 minuut duurt, is in 4/4 maat geschreven en deels gerelateerd aan het typische ritme van de tango.
Het werk is tweemaal geïnstrumenteerd. De eerste maal door Felix Günther, met instemming van Stravinsky, de tweede maal door de componist zelf. Stravinsky's instrumentatie uit 1953 is voor 4 klarinetten, basklarinet, 4 trompetten, 3 trombones, gitaar, 3 violen, 1 altviool, 1 cello en een contrabas. Het werk is getransponeerd van d naar e. Tango als ensemblestuk werd op 18 oktober 1953 door Robert Craft uitgevoerd tijdens een van de Evening-on-the-Roof concerten in Los Angeles. Er is ook een versie voor viool en piano, een arrangement van Samuel Dushkin, die niet is gepubliceerd en in het bezit is van de erven Stravinsky.

## Oeuvre
Zie het Oeuvre van Igor Stravinsky voor een volledig overzicht van het werk van Stravinsky.

## Geselecteerde discografie
- pianoversie: Stravinsky – Piano Music; Peter Hill, piano (Naxos 8.553871)
- ensembleversie: Stravinsky dirige Stravinsky - 'Jazz'; Grands interprètes CBS 76025 (in 1991 verschenen op cd in de 'Igor Stravinsky Edition' in het deel 'Chamber Music & Historical Recordings' (2 cd's, Sony SM2K 46 297)
- versie voor viool en piano: Mark Peskanov, viool en Doris Stevenson, piano (op 'Hommage à Stravinsky. Histoire du Soldat, Premières & Rarities', KOCH International Classics 3-7438-2 HI)